# Rosario Weiss

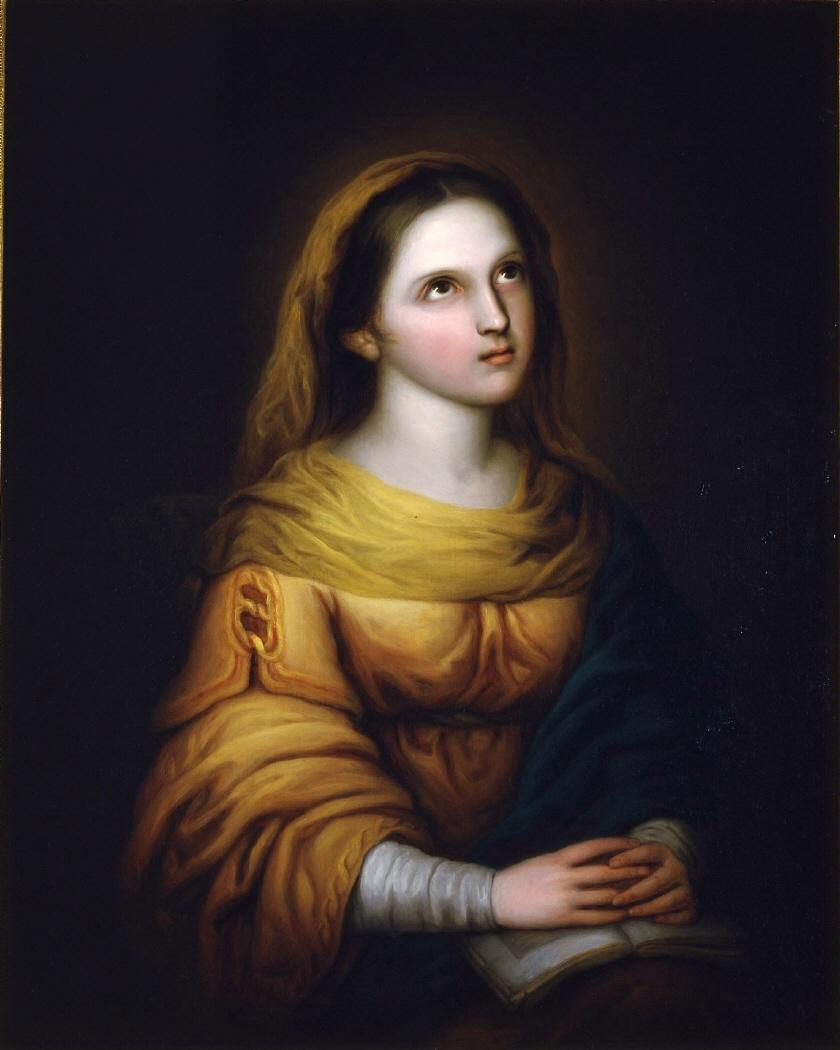
Modląca się dziewica, ok. 1840, Królewska Akademia Sztuk Pięknych św. Ferdynanda

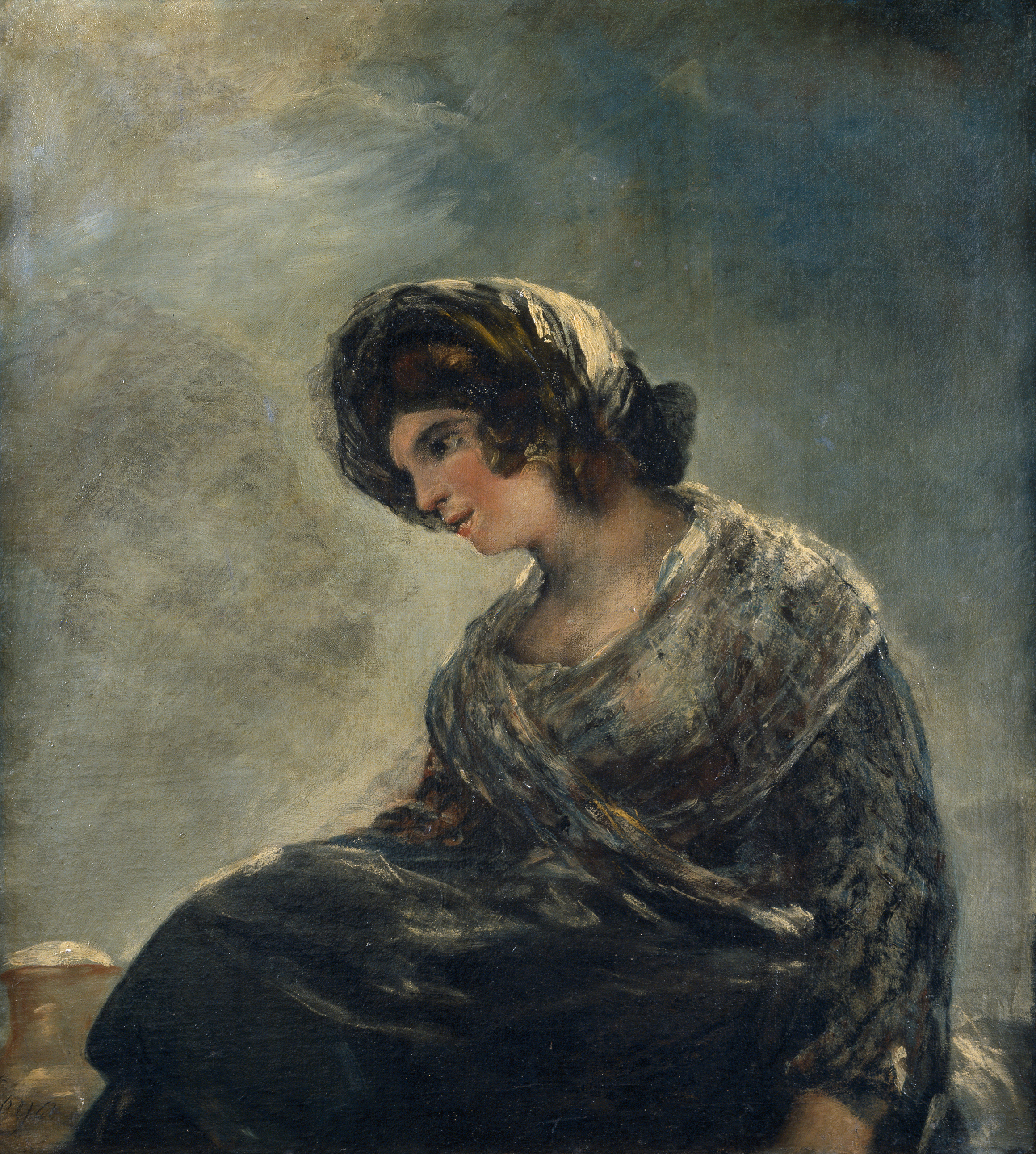
Mleczarka z Bordeaux – obraz przypisywany Goi, domniemany portret Rosario Weiss

María del Rosario Weiss (ur. 1814 w Madrycie, zm. 1843 tamże) – hiszpańska malarka, domniemana córka Francisca Goi.

## Życiorys
Weiss urodziła się w 1814 roku w Madrycie jako córka rozwódki Leokadii Weiss (z domu Zorrilla). W 1819 roku, Rosario razem z matką i starszym bratem zamieszkała z Goyą w Domu Głuchego. Matka Rosario była kochanką malarza i opiekowała się nim aż do jego śmierci. Od 1821 roku była także uczennicą Goi; uczyła się głównie kopiując elementy obrazów nauczyciela. Gdy Goya wyjechał do Bordeaux w 1824 roku, zostawił Weiss pod opieką znajomego architekta Tiburcia Péreza, pod którego kierunkiem Weiss doskonaliła się w technikach światłocieniowania. Pod koniec 1824 roku razem z matką dołączyła do Goi we Francji, gdzie kontynuowała naukę u jego boku. Goya planował wysłać Rosario do szkoły w Paryżu, w liście do przyjaciela Joaquina Ferrera pisał:

Ta zdumiewająca dziewczynka chce się uczyć malowania miniatur. Mnie też na tym zależy. Przekonasz się, że ma wyjątkowe zdolności. Gdybyś uczynił mi ten zaszczyt i wspomógł mnie, wysłałbym ją na jakiś czas do Paryża. Chciałbym, żebyś zajął się nią tak, jakby była moją własną córką.

Ostatecznie Rosario nie wyjechała do Paryża, lecz uczyła się u Pierre'a Lacoura, dyrektora Szkoły Rysunku i Malarstwa w Bordeaux.
W 1833 roku powróciła do Madrytu i zaczęła pracę w Muzeum Prado jako kopistka, choć w 1836 roku straciła dostęp do zbiorów. Prawdopodobnie zaczęła wówczas pracę dla handlarza, dla którego wykonywała kopie obrazów sprzedawane jako oryginały. Hrabina San Fernando na krótko udostępniła jej dzieła ze swojej kolekcji; Weiss skopiowała wtedy kilka kolorowych szkiców Velazqueza. Jakość jej prac przestraszyła hrabinę, która wykupiła kopie i zabroniła jej korzystać ze swoich zbiorów. Wykonała również kopie dla ambasady brytyjskiej, zlecone prawdopodobnie przez hrabiego Clarendon lub jego sekretarza.
Zajmowała się również litografią, tą techniką wykonała kopię portretu pędzla Vicente Lopeza przedstawiającego Goyę.
Brała udział w wystawach malarskich w Królewskiej Akademii Sztuk Pięknych św. Ferdynanda. Po raz pierwszy wystawiała tam w 1835 roku, wówczas jej praca Cisza otrzymała srebrny medal. Pięć lat później wystawiła obraz Modląca się dziewica, dzięki któremu w 1841 roku uzyskała tytuł honorowego członka Akademii. W 1842 roku została nauczycielką malarstwa nastoletniej królowej Izabeli II i jej siostry Ludwiki Ferdynandy.
Zmarła w 1843 roku w Madrycie, prawdopodobnie na cholerę.

## Mleczarka z Bordeaux
To dzieło jest tradycyjnie przypisywane Goi, jednak niektórzy krytycy (również kustosze Prado) mają wątpliwości co do jego autorstwa. Sugerowano, że autorką powstałego ok. 1827 roku obrazu mogła być Rosario. Obraz reprezentuje znacznie wyższy poziom techniki malarskiej niż inne prace Weiss, dlatego jej autorstwo jest mało prawdopodobne. Możliwe, że Rosario pozowała Goi do tego obrazu.